# 안양 삼막사 마애삼존불
안양 삼막사 마애삼존불(安養 三幕寺 磨崖三尊佛)은 대한민국 경기도 안양시 삼막사에 있으며 조선 후기에 만들어진 마애 삼존불이다. 1980년 6월 2일 경기도의 유형문화재 제94호로 지정되었다.
자연 암벽에 감실을 만들고, 거기에 부조한 치성광삼존불(熾盛光三尊佛)로 조선 후기를 대표할 만한 걸작이며, 석굴사원으로 중요한 자료이다.
주존(主尊)인 치성광여래(熾盛光如來)의 머리는 소발(素髮)에 반달형 계주가 보이며, 얼굴은 사각형이지만 눈과 입, 볼 등을 율동감 있게 묘사하여 미소 짓게 함으로써 중후하고 자비로운 인상을 풍기게 한다. 목은 짧아서 더욱 어깨가 움츠려 보이고, 신체는 두터운 불의(佛儀)에 파묻히고 선각(線刻)으로 묘사하여 양감을 느낄 수 없다. 좌우 협시(脇侍)인 일광(日光), 월광보살(月光菩薩)은 각각 연화대 위에 합장한 모습인데, 머리에는 소박한 삼산관(三山冠)을 쓰고 있으며 얼굴은 본존과 비슷하지만 환한 미소 때문에 활력이 넘쳐 보인다. 이 삼존불은 얼굴이나 상체의 활달한 부조(浮彫)로 생동감이 넘쳐 조선 불상(佛像)에서는 파격적 수법을 보여준다.
그러나 몸의 표현을 생략한 평판적이고 경직된 상체와 하부로 내려갈수록 얕은 기법 등은 조선 후기 불상의 특징을 잘 나타내고 있다. 이 불상 아래 건륭(乾隆) 28년(영조 39년, 1763년)이라는 명문(銘文)이 있어 조선 후기 불교조각사 연구에 귀중한 자료가 되며, 칠성신앙과 다산신앙이 결합된 불교와 민간신앙의 결합상태를 매우 사실적으로 보여주는 자료이기도 하다.

## 개요
삼막사의 칠성각 내에 봉안된 마애불은 암벽을 얕게 파고 조성하여 칠성각이 전실(前室) 역할을 하고 있다.
중앙의 본존불(本尊佛)을 중심으로 좌우에 협시보살(脇侍菩薩)을 거느린 삼존불로 연화좌 위에 앉아 있다. 본존불은 소발(素髮)의 머리에 작은 육계(肉髻)가 있고, 전면에는 계주(髻珠)가 표현되었다. 방형에 가까운 상호에는 눈두덩이가 부푼 눈, 보수한 삼각형의 짧은 코, 작은 입 등이 묘사되었고 잔잔한 미소를 띤다. 어깨에 닿는 긴 두 귀와 얼굴에 연이어 어깨가 시작되어서 목은 달리 표현되지 않았다. 법의는 통견(通肩)으로 가슴에는 내의의 매듭이 표현되어 있다. 불신(佛身)의 전면에는 두꺼운 옷주름이 표현되었는데, 양 손은 복부에 모아 여의주를 들고 있다. 가부좌를 튼 무릎에는 소략한 의문(衣文)이 표현되었다. 좌우의 보살상 역시 머리에 쓴 관과 가슴에 모은 수인(手印)을 제외하면 본존불과 같은 형상을 보이고 있다. 이 마애불은 전체적인 모습을 볼 때, 얼굴과 당당한 어깨 등 상체의 표현에 치중한 느낌을 주고 있다.
마애불의 하단에는 건륭28년계미8월일화주오심(乾隆二十八年癸未八月日化主悟心)이란 명문이 있어 조선 영조(英祖) 39년(1763)이라는 정확한 조성 연대를 알 수 있다.

## 사진

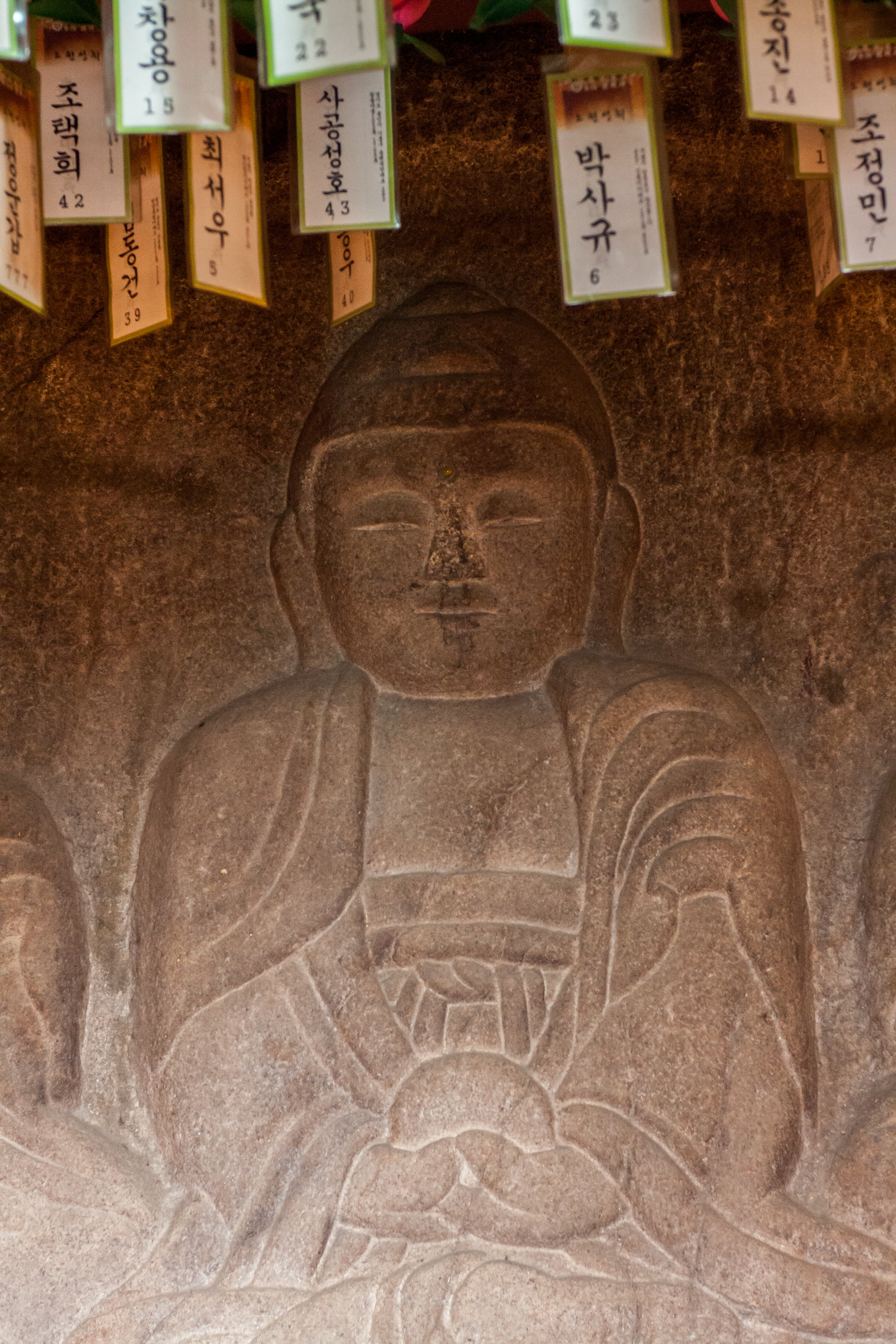
중앙 본존불
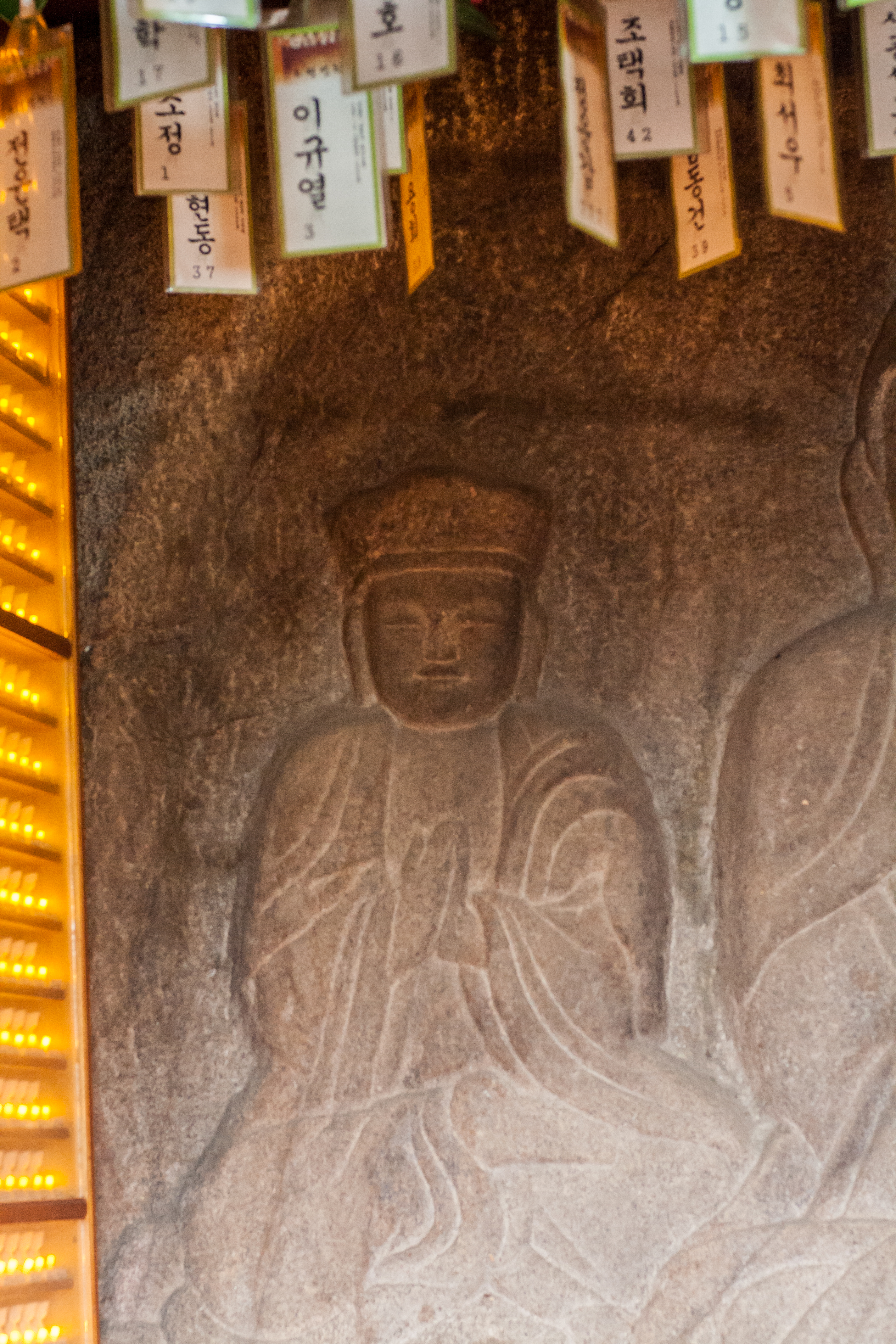
우 협시불
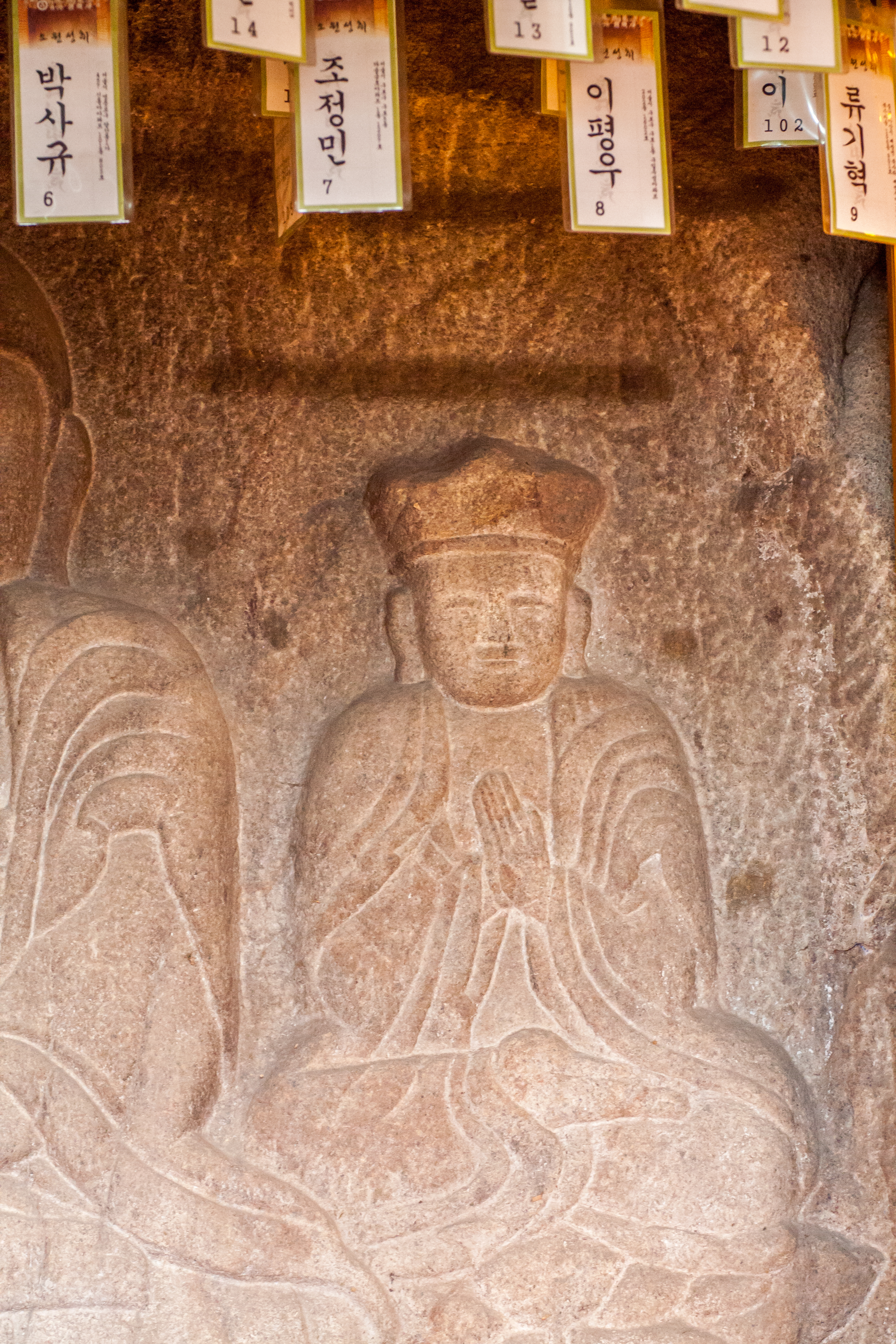
좌 협시불
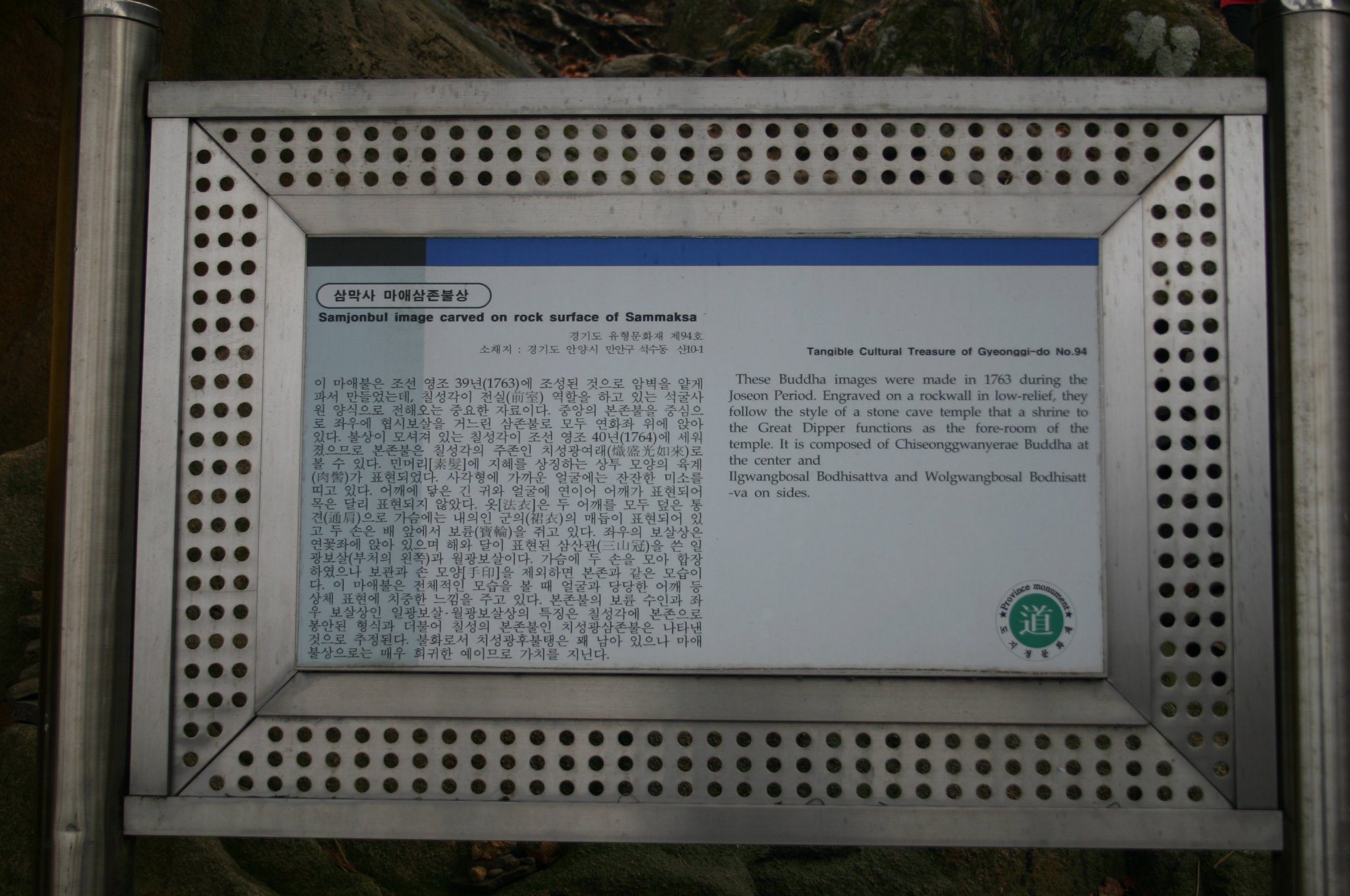
삼막사마애삼존불 2006년
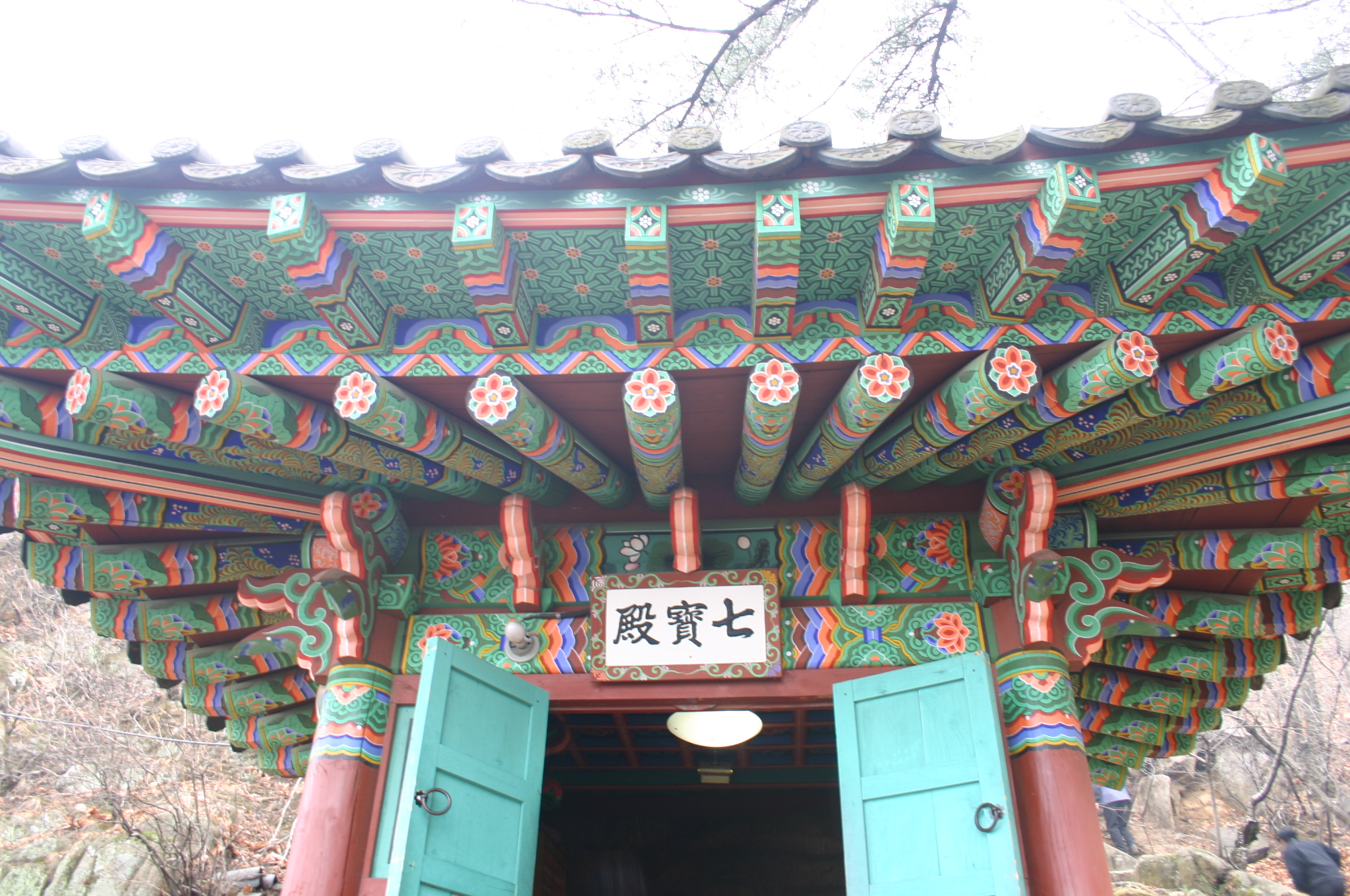
삼막사마애삼존불 2006년
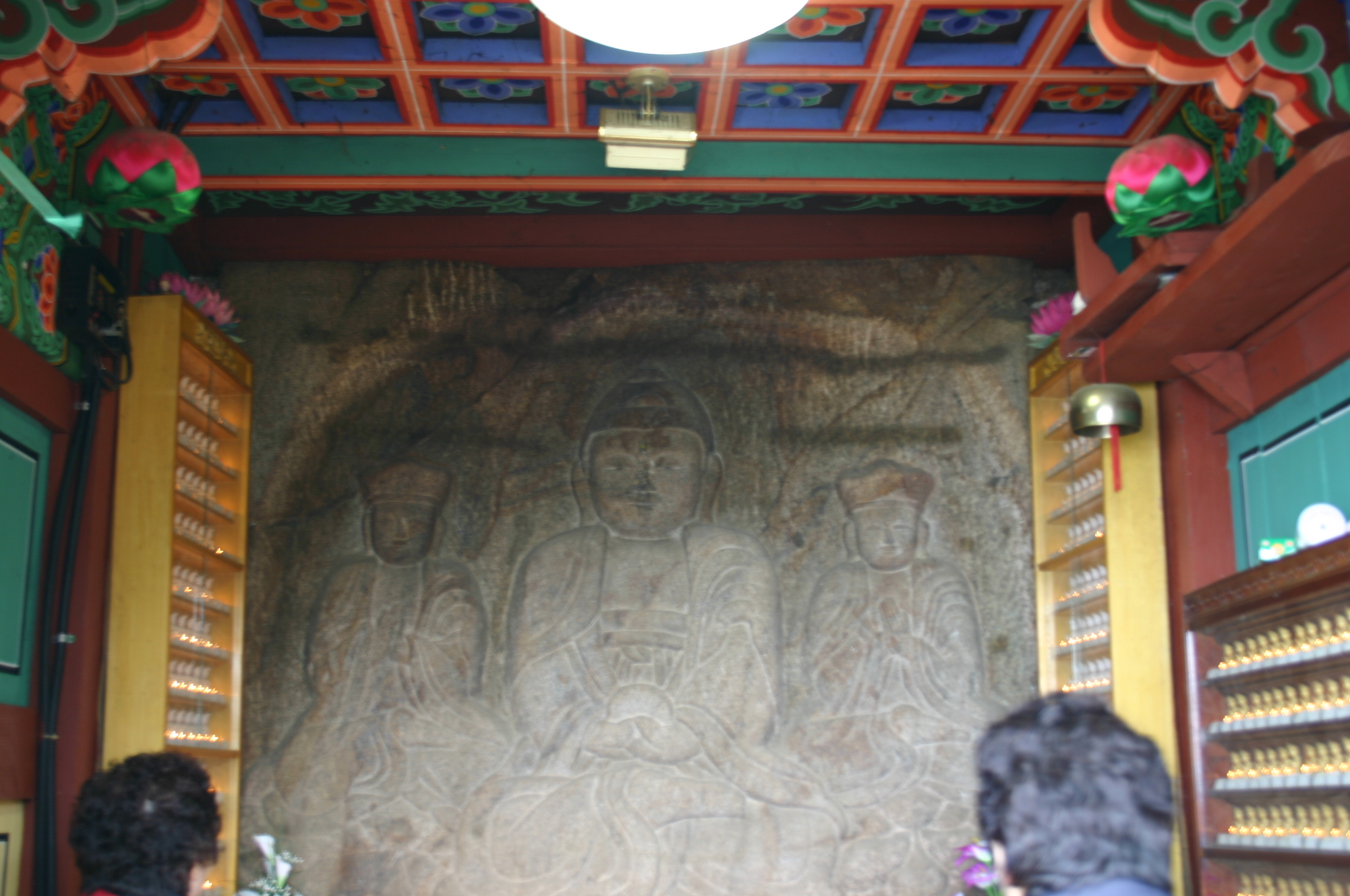
삼막사마애삼존불 2006년
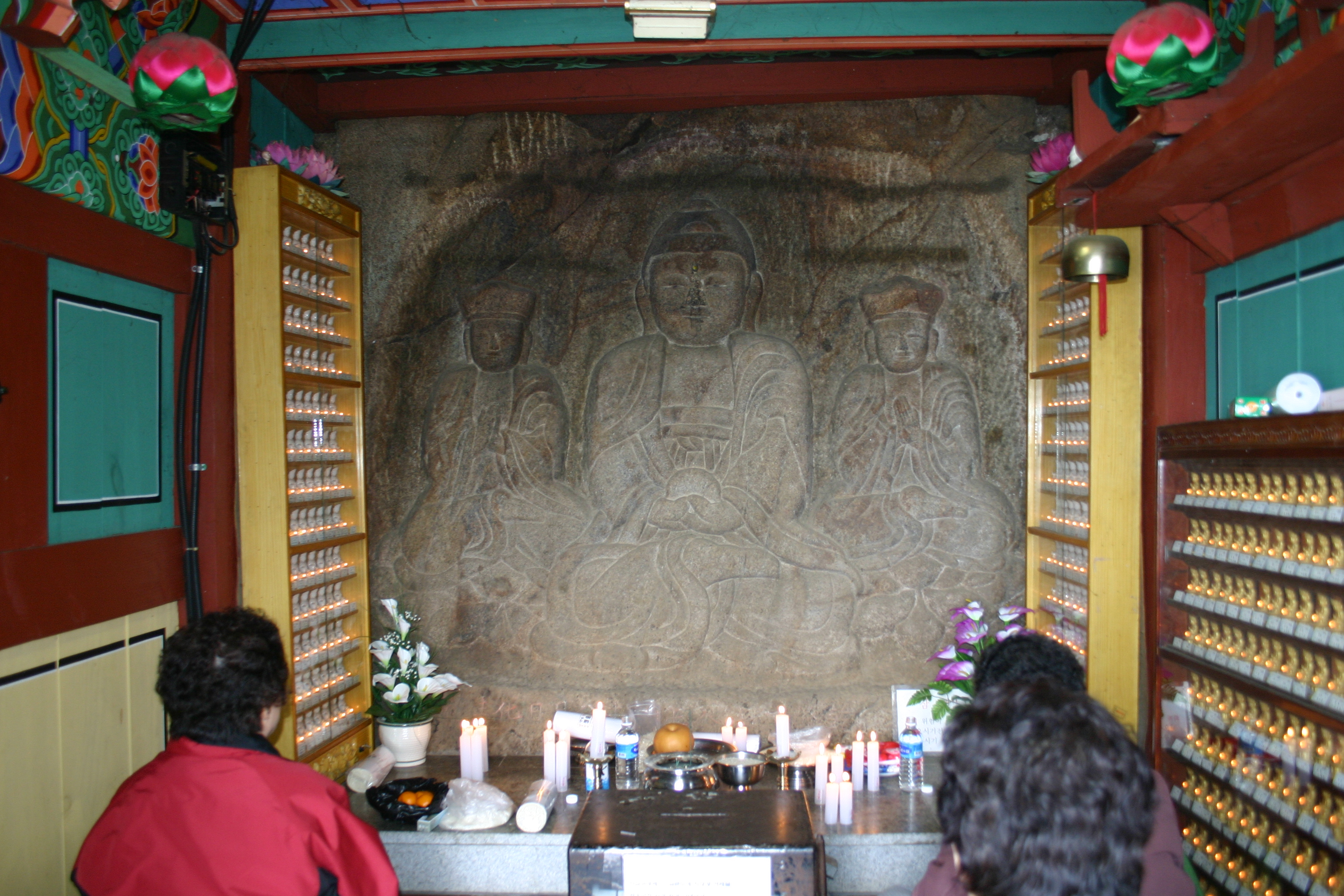
삼막사마애삼존불 2006년

## 같이 보기
- 삼막사 삼층석탑

## 참고 자료
- 안양 삼막사 마애삼존불 - 국가유산청 국가유산포털